# سولنتشنوغورسك
سولنتشنوغورسك (بالروسية: Солнечногорск) هي إحدى مدن روسيا في الكيان الفدرالي الروسي موسكو أوبلاست.